# The Notting Hillbillies
The Notting Hillbillies was een countryband opgericht door Mark Knopfler, die toentertijd nog lid was van Dire Straits. Hij startte de band met Brendan Croker, Steve Phillips en zijn bandlid van Dire Straits Guy Fletcher in 1990. Ze hebben slechts een album uitgegeven onder de naam Missing...Presumed Having a Good Time in 1990. Sindsdien hebben de bandleden zich gericht op hun hoofdbands. De band heeft nog wel vaak samen opgetreden op liefdadigheidsconcerten.

## Geschiedenis
De formatie ontmoette elkaar in 1990 in de privé-opnamestudio van Knopfler in het Londense stadsdeel Notting Hill en produceerde het album Missing ... Presumed Having A Good Time. Tijdens de opnamen bespeelde Dire Straits-manager Ed Bicknell de drums. Daarbij werden vooral volksliederen en oude songs ingespeeld. Het album verscheen in 1990 en bereikte een doorsnee chartklassering. The Notting Hillbillies ondernamen nog een korte tournee en gingen daarna weer uit elkaar. Aangezien twee van de vier bandleden afkomstig waren van Dire Straits, werden The Notting Hillbillies op de markt gebracht als 'ableger' van Dire Straits en als nieuw project van Mark Knopfler, hetgeen echter niet de realiteit betrof. Het album bevatte slechts een enkele song die door Knopfler werd geschreven.

## Discografie

### Singles
- 1990: Your Own Sweet Way
- 1990: Feel Like Going Home
- 1990: Will You Miss Me

### Albums
- 1990: Missing...Presumed Having a Good Time (1990)